# Ol-Ersaselet
Ol-Ersaselet är en sjö i Norsjö kommun i Västerbotten och ingår i Skellefteälvens huvudavrinningsområde. Sjön har en area på 1,56 kvadratkilometer och ligger 226,7 meter över havet. Sjön avvattnas av vattendraget Malån.

## Delavrinningsområde
Ol-Ersaselet ingår i det delavrinningsområde (722079-166552) som SMHI kallar för Utloppet av Ol-Ersaselet. Medelhöjden är 263 meter över havet och ytan är 19,28 kvadratkilometer. Räknas de 79 avrinningsområdena uppströms in blir den ackumulerade arean 1 400,27 kvadratkilometer. Malån som avvattnar avrinningsområdet har biflödesordning 2, vilket innebär att vattnet flödar genom totalt 2 vattendrag innan det når havet efter 108 kilometer. Avrinningsområdet består mestadels av skog (75 procent). Avrinningsområdet har 1,93 kvadratkilometer vattenytor vilket ger det en sjöprocent på 10 procent.